# Scott Patterson (basket-ball)
Pour les articles homonymes, voir Patterson.
Scott Patterson, né le 10 juillet 1965 à Oshawa (Canada), est un ancien joueur de basket-ball professionnel anglais. Il mesure 2,07 m.

## Université
- ???? - 1989 :  University of Akron (NCAA)

## Clubs
- 1989 - ???? :
- ???? - 1996 :
- 1996 - 1997 :  Chalon-sur-Saône (Pro A)
- 1997 - 1998 :  Aalst Belgacom (1er division)
- 1998 - 1999 :  Sporting Athènes (ESAKE)
- 1999 - 2000 :
- 2000 - 2001 :
- 2001 - 2002 :  Cantabria (Liga ACB), puis  Trier (Basketball-Bundesliga)
- 2002 - ???? :